# Puy de Dôme
O Puy de Dôme é um vulcão recente (< 10000 anos) e actualmente extinto do Maciço Central (França). Apenas é a segunda maior montanha da região com 1464 m de altitude, mas é de longe a mais conhecida já que está situada a 10 km de Clermont-Ferrand (maior cidade de Auvergne).
No cimo do vulcão, há um laboratório permanente de meteorologia de montanha, uma torre de transmissão áudio-televisiva, e também vestígios de um templo Galo-Romano, de consagrado a Mercúrio.
O turismo é abundante, e é costume ver-se no Verão paraquedas e balões a descerem pelos ares.
O Puy de Dôme está situado no departamento homónimo de Puy-de-Dôme (região de Auvergne)
O Puy de Dôme tem sido um final de etapa ocasional do Tour de France. Na prova de 1964 Raymond Poulidor lutou com Jacques Anquetil num dos momentos mais famosos de sempre do ciclismo, correndo lado a lado quase toda a montanha. Também neste monte, no Tour de France 1975, Eddy Merckx foi esmurrado no estômago por um espectador.
É possível visitá-lo até ao topo por dois caminhos: um caminho pedestre (le sentier des muletiers), um antigo caminho romano que levava ao templo de Mercúrio; e uma estrada com 6 km com gradiente de 12%, que, em época alta de turismo, só pode ser acedida por autocarros.

## Galeria

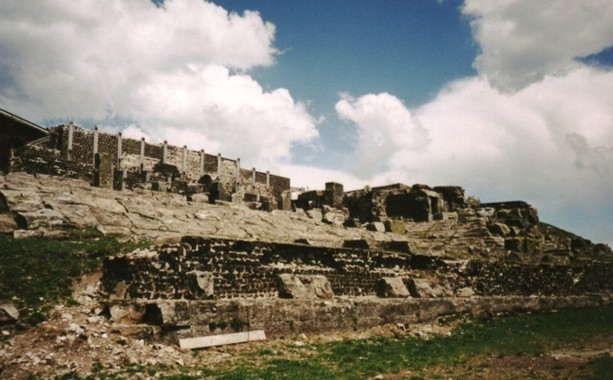
Ruínas do templo de Mercúrio no Puy de Dôme
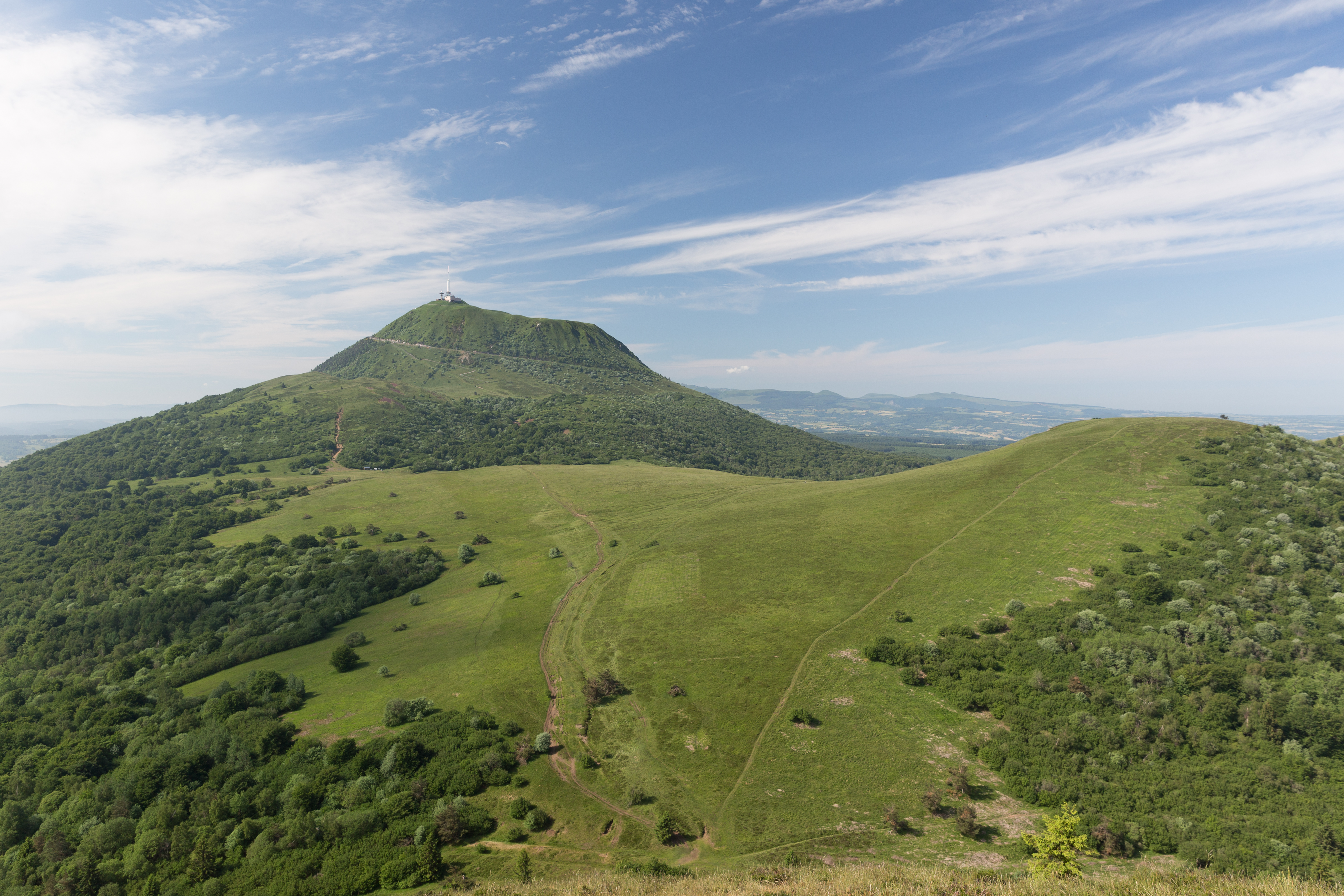